# Communauté de communes de Void
Die Communauté de communes de Void war ein französischer Gemeindeverband mit der Rechtsform einer Communauté de communes im Département Meuse in der Region Grand Est. Sie wurde am 19. Dezember 2003 gegründet und umfasste 24 Gemeinden. Der Verwaltungssitz befand sich im Ort Void-Vacon.

## Historische Entwicklung
Mit Wirkung vom 1. Januar 2017 fusionierte der Gemeindeverband mit
- Communauté de communes du Pays de Commercy sowie
- Communauté de communes du Val des Couleurs

und bildete so die Nachfolgeorganisation Communauté de communes de Commercy-Void-Vaucouleurs.

## Mitgliedsgemeinden
1. Bovée-sur-Barboure
2. Boviolles
3. Broussey-en-Blois
4. Cousances-lès-Triconville
5. Dagonville
6. Erneville-aux-Bois
7. Laneuville-au-Rupt
8. Marson-sur-Barboure
9. Méligny-le-Grand
10. Méligny-le-Petit
11. Ménil-la-Horgne
12. Naives-en-Blois
13. Nançois-le-Grand
14. Ourches-sur-Meuse
15. Pagny-sur-Meuse
16. Reffroy
17. Saint-Aubin-sur-Aire
18. Saulvaux
19. Sauvoy
20. Sorcy-Saint-Martin
21. Troussey
22. Villeroy-sur-Méholle
23. Void-Vacon
24. Willeroncourt

## Quelle
1. ↑  Arrêté 2016-2179. (PDF) Création de la Communauté de communes de de Commercy-Void-Vaucouleurs... In: Recueil des Actes Administratifs No.86. Préfecture de la Meuse, 5. Oktober 2016, S. 158–176, abgerufen am 12. November 2017 (französisch).